# Haus des Waldes Heidesee (Gräbendorf)

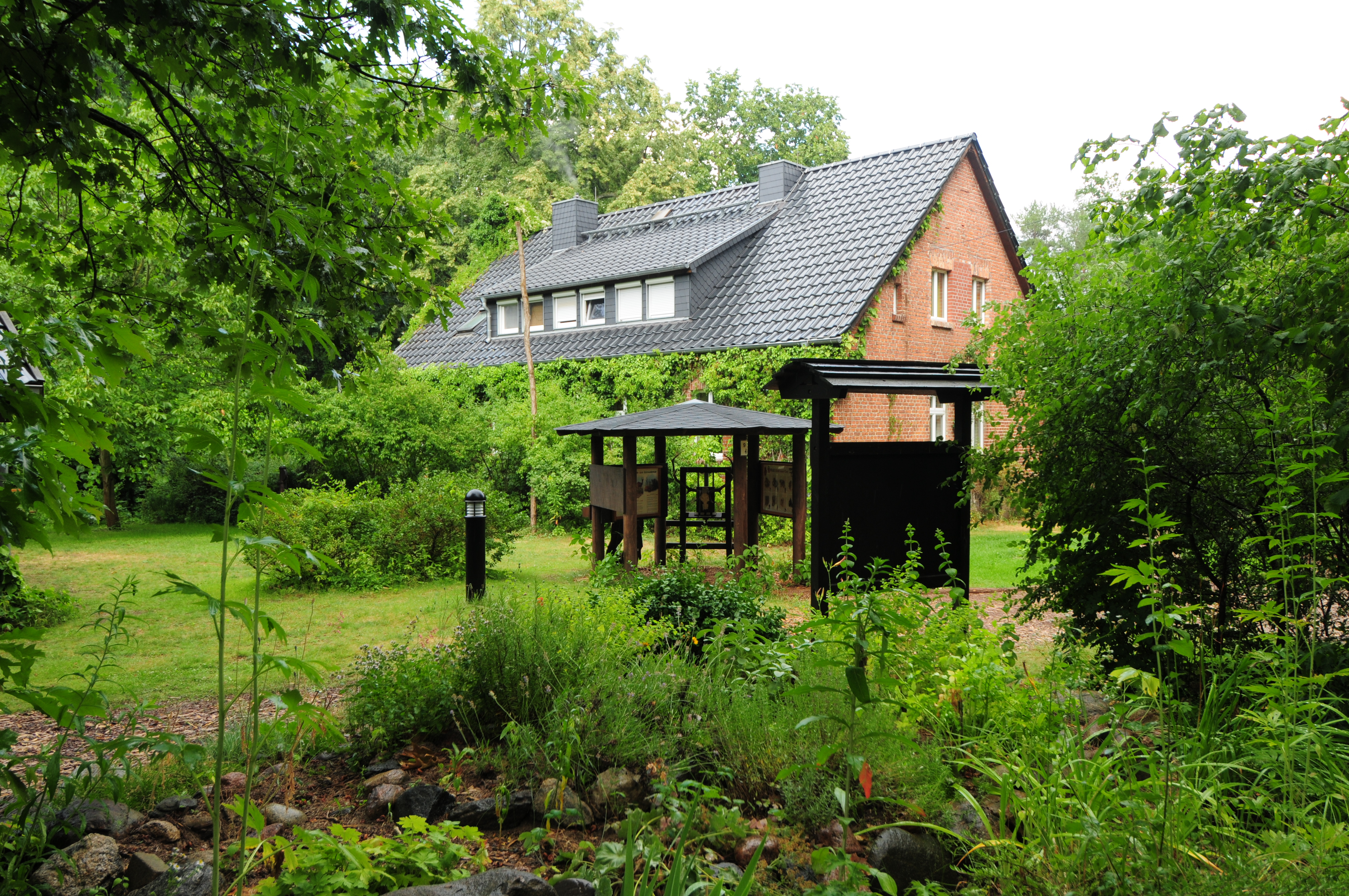
Haus des Waldes, Waldlehrgarten am Forstamtsgebäude

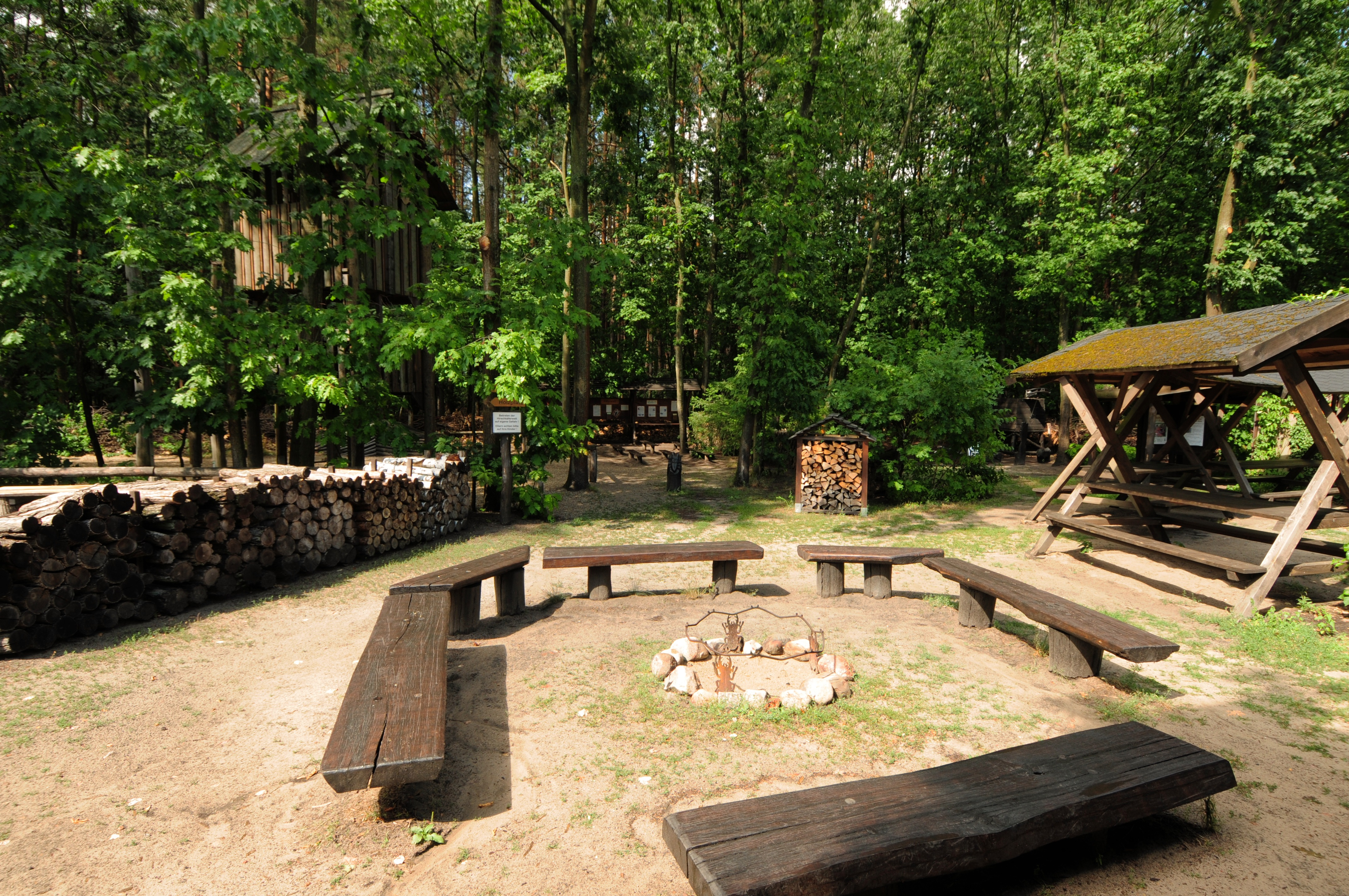
Themenbereich Hirschkäferwelt im Waldlehrgarten

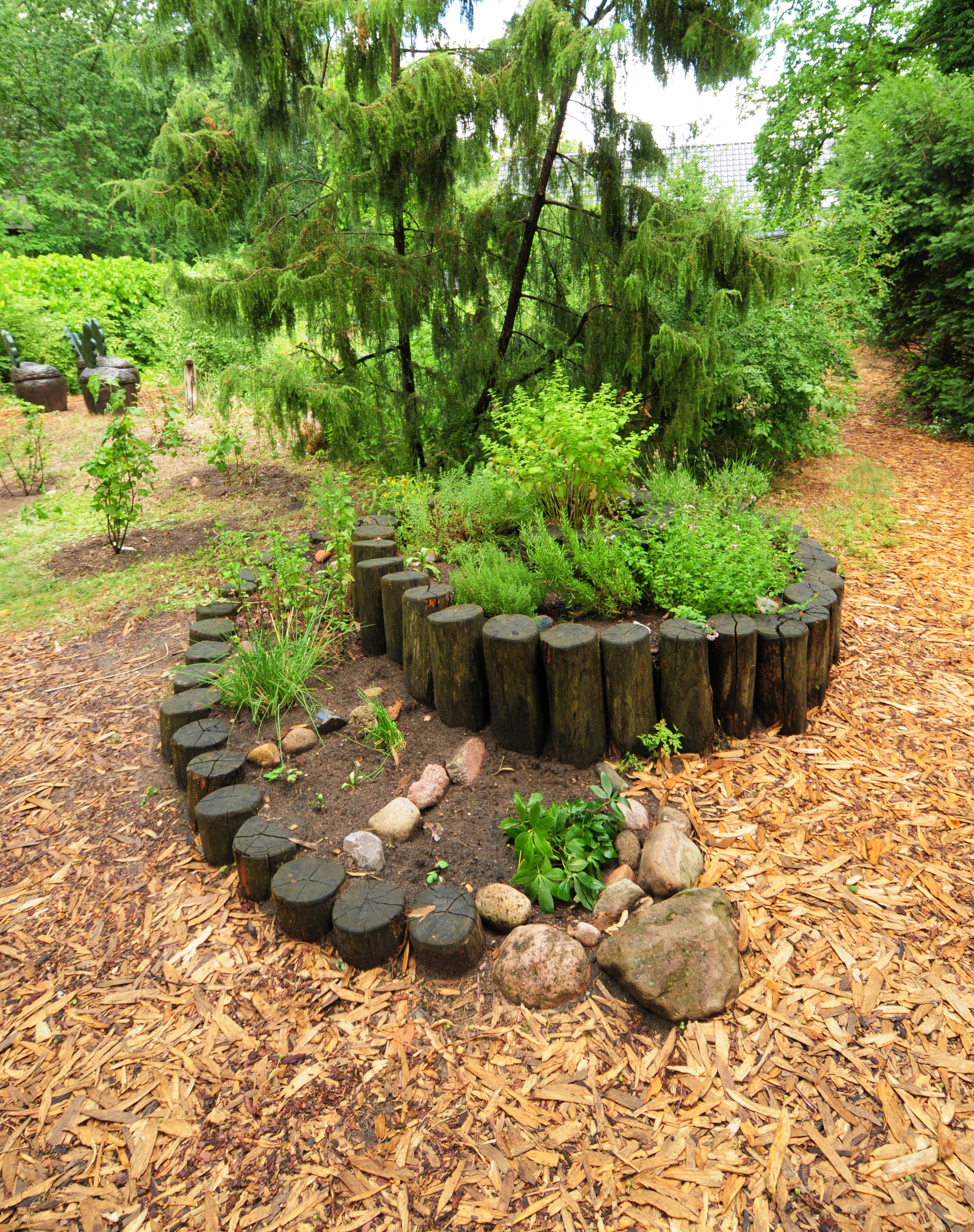
Botanische Pflanzung mit Nutzpflanzen im Waldlehrgarten

Das Haus des Waldes im Wohnplatz Forsthaus Frauensee der Gemeinde Heidesee ist eine waldpädagogische Einrichtung des Landesbetriebs Forst Brandenburg und liegt im Zuständigkeitsbereich der Oberförsterei Königs Wusterhausen. Neben dem Forstamt Frauensee gibt es Räumlichkeiten für Bildungsaktivitäten. Das Freigelände besteht aus einem 3.000 m² großen Waldlehrgarten. Die Einrichtung wurde 1978 als Naturlehrkabinett Frauensee gegründet. Als eines der forstlichen Naturschutzzentren Deutschlands mit großer Tradition führt es im Auftrag des Ministeriums für Ländliche Entwicklung, Umwelt und Landwirtschaft des Landes Brandenburg die forstliche Dienstaufgabe Waldpädagogik aus, indem beispielsweise:
- die forstlichen, pädagogischen, psychologischen, soziologischen usw. Grundlagen der Waldpädagogik erkundet,

- waldpädagogische Kategorien (Einrichtungen und Aktivitäten), Methoden, Zielgruppen- und Themenprogramme sowie Naturlehrmittel entwickelt und waldpädagogische Projekte berät,

- die Ergebnisse waldpädagogischer Arbeit auswertet und Erfolgskontrollen initiiert,

- die Praxisbetreuung waldpädagogischer wissenschaftlicher Arbeiten steuert,

- die brandenburgischen waldpädagogischen Einrichtungen und Aktivitäten vernetzt und für ihre Einbindung in die Umweltbildung sorgt sowie Verbindungen in andere Bundesländer und in das Ausland knüpft,

- waldpädagogische Seminare sowie Erfahrungsaustausche durchführt, einschlägige Schulungen sowie Ausbildungen unterstützt und

- Publikationen wie „Informationsdienst Wald“, „Waldbote“ oder „WaldErleben“ herausgibt.

Ferner koordiniert das Haus des Waldes außerdem die Artenerfassung im Wald durch die brandenburgischen Förster, nimmt Aufgabenstellungen des waldbezogenen Artenschutzes wahr und gibt in der Schriftenreihe „Lebensraum Wald“ forstliche Artenschutzempfehlungen heraus.
Neben diesen Landesaufgaben bietet das Haus des Waldes seinen jährlich etwa 8.000 bis 9.000 Besuchern in Kooperation mit dem Regionalverband Dubrow e.V. der Schutzgemeinschaft Deutscher Wald e.V. (SDW) auch eigene waldpädagogische Angebote, wie Försterwanderungen oder Waldrallyes, Waldprojekttage, Waldschul- und Walderlebnistage sowie Waldfeste, Führungen durch die Hirschkäfer-Erlebniswelt, den Waldlehrgarten oder Waldschulraum sowie die Familienwaldtage an Wochenenden.

## Lage
Das Haus des Waldes Gräbendorf befindet sich am Rande des Forstgebietes Dubrow und südlich der Ortslage Gräbendorf. Die Gebäudegruppe umfasst die Infoscheune mit Seminarraum und Archiv, die Waldstube als Bastel- und Spielbereich sowie die technischen Aufgaben dienende Waldwerkstatt und weitere kleine Bauten. Auf demselben Grundstück ist auch das Forsthaus Frauensee mit den forstamtlichen Büroräumen untergebracht. Unweit davon liegt der Frauensee, dessen Heidekrautgraben nahe dem Haus des Waldes vorbei führt und zum Dolgensee abfließt.